# Bärschwil
Bärschwil (toponimo tedesco; in francese Bermeveiller, desueto) è un comune svizzero di 812 abitanti del Canton Soletta, nel distretto di Thierstein.